# Герб Костянтинівського району
Герб Костянтинівського райо́ну — офіційний символ Костянтинівського району Донецької області, затверджений рішенням сесії районної ради від 12 грудня 2002 року.

## Опис
Щит напіврозтятий і перетятий. На першій золотій частині — бик. На другій лазуровій — золотий сніп. На третій лазуровій — срібна крейдяна гора. Клейнод — зелене коло з золотою облямівкою, у якому золотий соняшник. Щит обрамлено вінком із зеленої ковили та лазурових волошок, обвитим золотою стрічкою з лазуровим написом «Костянтинівський район».
Комп'ютерна графіка — робота В.М. Напиткіна.